# Jiguan (sockenhuvudort i Kina, Jilin Sheng, lat 43,47, long 129,86)
Jiguan är en sockenhuvudort i Kina. Den ligger i provinsen Jilin, i den nordöstra delen av landet, omkring 380 kilometer öster om provinshuvudstaden Changchun. Antalet invånare är 8 779. Befolkningen består av 4 239 kvinnor och 4 540 män. Barn under 15 år utgör 11,0 %, vuxna 15-64 år 79 %, och äldre över 65 år 8,0 %.
Runt Jiguan är det ganska glesbefolkat, med 28 invånare per kvadratkilometer. Närmaste större samhälle är Wangqing, 18,6 km söder om Jiguan. I omgivningarna runt Jiguan växer i huvudsak lövfällande lövskog.
Genomsnittlig årsnederbörd är 928 millimeter. Den regnigaste månaden är juli, med i genomsnitt 198 mm nederbörd, och den torraste är januari, med 6 mm nederbörd.